# Elizabeth Yarnold
Elizabeth « Lizzy » Yarnold née le 31 octobre 1988 à Maidstone (Angleterre) est une skeletoneuse britannique, membre de l'équipe nationale depuis 2010. Championne olympique en 2014 et en 2018, elle est la seule double médaillée d'or britannique aux Jeux d'hiver, et la première de son sport à avoir conservé son titre. 

## Carrière
En 2011, elle obtient la médaille d'argent aux Championnats du monde juniors de Park City. La saison suivante elle fait ses débuts en Coupe du monde et remporte rapidement une première victoire lors de la manche de Saint-Moritz devant sa compatriote Shelley Rudman. Quelques semaines plus tard, elle participe à ses premiers Championnats du monde à Lake Placid et décroche une médaille de bronze. Durant l'hiver 2013-2014, elle s'installe au sommet de sa discipline en gagnant la Coupe du monde puis en remportant le titre olympique à Sotchi, succedant à sa compatriote Amy Williams.
En 2015, elle obtient le premier titre mondial et européen de sa carrière et possède désormais tous les titres du skeleton.
Le samedi 17 février 2018, elle conserve son titre olympique lors des Jeux olympiques d'hiver de Pyeongchang.

## Palmarès

### Jeux olympiques d'hiver
- : Médaille d'or en individuel aux Jeux olympiques d'hiver de 2014 à Sotchi ( Russie).

- : Médaille d'or en individuel aux Jeux olympiques d'hiver de 2018 à Pyeongchang ( Corée du Sud).

### Championnats du monde
- : Médaille d'or en individuel aux Mondiaux de Winterberg en 2015.
- : Médaille de bronze en individuel aux Mondiaux de Lake Placid en 2012.
- : Médaille de bronze en individuel aux Mondiaux de Königssee en 2017.

### Championnats d'Europe
- : Médaille d'or en individuel à Igls en 2015.

### Coupe du monde
- 1 globe de cristal en individuel : vainqueur en 2014.
- 19 podiums dont 11 victoires.

#### Détails des victoires en Coupe du monde
| Édition   | Piste                                  |
| 2012-2013 | Saint-Moritz Calgary                   |
| 2014      | Calgary Lake Placid Winterberg Igls    |
| 2015      | Lake Placid Königssee Igls (×2) Sotchi |

### Championnats du monde juniors
- : Médaille d'or en 2012
- : Médaille d'argent en 2011